# Daniel Glattauer
Daniel Glattauer rođen je 19. svibnja 1960. u Beču. Austrijski je pisac i bivši novinar. Nekadašnji je stalni kolumnist austrijskih dnevnih novina Der Standarda. Njegova najpoznatija djela su: epistolarni roman Dobar protiv sjeverca (Gut gegen Nordwind) i njegov nastavak Svih sedam valova (Alle sieben Wellen). Roman Dobar protiv sjeverca nominiran je 2006. za Njemačku književnu nagradu (Deutscher Buchpreis), a godine 2007. osvaja Austrijsku književnu nagradu (Buchliebling) u kategoriji "književnost, romani, fikcija".